# Віллем Баренц
Віллем Ба́ренц (Willem Barents, нід. вимова: [ˈʋɪləm ˈbaːrənts]; * 1550 — † 20 червня 1597) — нідерландський мореплавець, картограф і дослідник Арктики.
Баренц здійснив три експедиції на далеку північ у пошуках Північно-Східного шляху. У перших двох плаваннях він дійшов до Нової Землі та Карського моря, але в обох випадках був затриманий льодами. Під час третьої експедиції екіпаж відкрив Шпіцберген і острів Ведмежий, але потім майже на рік застрягла на Новій Землі. Баренц помер під час зворотного плавання 1597 року.
На його честь названо Баренцове море, а також багато інших місць.

## Життєпис
Віллем Баренц народився близько 1550 року в селі Формерюм на острові Терсхеллінг у Сімнадцяти провінціях, сучасні Нідерланди. Баренц — це не прізвище, а скоріше ім'я по батькові, скорочене від Barentszoon «син Барента».
Картограф за фахом, Баренц плавав до Іспанії та Середземномор'я, щоб завершити атлас Середземноморського регіону, який він опублікував спільно з Петрусом Планціусом.
Його кар'єра дослідника присвятила пошукам північно-східного шляху для торгівлі з Китаєм. Він міркував, що чиста відкрита вода на північ від Сибіру повинна існувати, оскільки сонце світить 24 години на добу, розтоплюючи арктичні морські льоди, і він вважав, що чим далі на північ, тим менше буде льоду.

### Перша експедиція

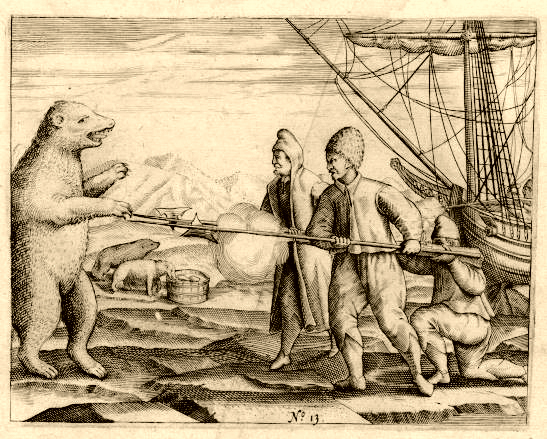
Екіпаж Віллема Баренца бореться з білим ведмедем

5 червня 1594 року Баренц залишив острів Тексель на борту невеликого корабля «Меркурій» у складі групи з трьох кораблів, відправлених у різних напрямках, щоб спробувати увійти в Карське море, з надією знайти Північно-Східний шлях над Сибіром. З 23 по 29 червня Баренц перебував на острові Кильдин.
9 липня екіпаж вперше зустрівся з білим ведмедем. Вистріливши в нього з мушкета, коли він намагався залізти на борт корабля, моряки вирішили зловити його з надією привезти назад до Голландії. Одного разу, коли ведмідь був прив'язаний і піднятий на борт корабля, ведмідь розбушувався, і його довелося вбити. Це сталося у Ведмежому струмку на острові Вільямс.
Відкривши Помаранчеві острови, екіпаж натрапив на стадо з приблизно 200 моржів і спробував убити їх сокирами та піками. Завдання виявилося складнішим, ніж вони собі уявляли: холодна зброя ламалася об міцні шкури тварин, і вони пішли звідти лише з кількома іклами зі слонової кістки.
Баренц досяг західного узбережжя Нової Землі та попрямував на північ, поки не був змушений повернути назад перед великими айсбергами. Хоча вони не досягли своєї кінцевої мети, подорож вважалася успішною.
Ян Гюйген ван Ліншотен був учасником цієї та другої експедиції.

### Друга експедиція

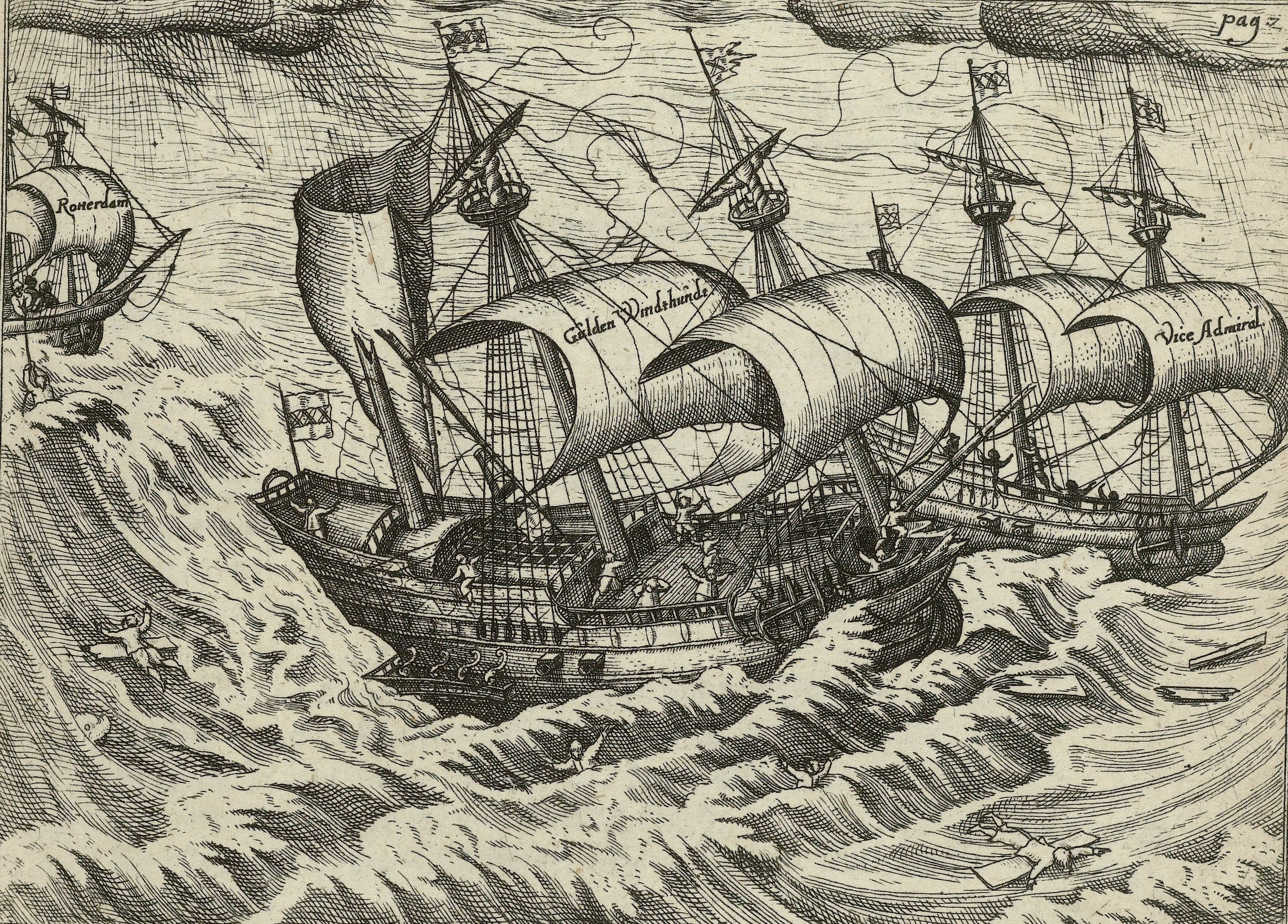
Флагман Баренца Gulden Windthunde ледь не зіткнувся з кораблем віцеадмірала під час другого плавання 6 серпня 1595 року.

Наступного року принц Моріс Оранський, почувши про попередню подорож Баренца, сповнився «найбільших перебільшених надій» і призначив його головним лоцманом і провідником нової експедиції, яку супроводжували шість кораблів з товарами, якими голландці сподівалися торгувати з Китаєм.
Вирушивши 2 червня 1595 року, плавання проходило між сибірським узбережжям і островом Вайгач. 30 серпня вони зустріли близько 20 самоїдськими «дикими людьми», з якими вони змогли поговорити завдяки тому, що один з членів екіпажу знав їхню мову. 4 вересня невелику команду відправили на острів Стейтс на пошуки кристів, які були помічені раніше. На групу напав білий ведмідь, і двоє моряків загинули.
Зрештою, експедиція повернула назад, дізнавшись, що несподівана погода призвела до того, що Карське море замерзло. Цю експедицію багато хто вважав провальною.

### Третя експедиція
У 1596 році, розчаровані невдачами попередніх експедицій, Генеральні штати оголосили, що більше не будуть субсидувати подібні подорожі, а натомість запропонували високу винагороду кожному, хто успішно пройде Північно-Східний шлях. Міська рада Амстердама придбала та спорядила два невеликі кораблі під командуванням Яна Рейпа і Якоба ван Хемскерка для пошуку невловимого каналу під командуванням Баренца. Вони вирушили 10 або 15 травня, а 9 червня виявили острів Ведмежий.
Вони відкрили Шпіцберген 17 червня, побачивши його північно-західне узбережжя. 20 червня вони побачили вхід у велику затоку, пізніше названу Раудфьорден. 21 червня вони стали на якір між Кловен-Кліфф і Фогельсангом, де «встановили пост зі зброєю голландців». 25 червня вони увійшли до Магдаленфіорду, який вони назвали Туск-Бей через бивні моржів, які вони там знайшли. Наступного дня, 26 червня, вони припливли до північного входу у Форландсундет, але були змушені повернути назад через мілину, що змусило їх назвати фіорд Кервік («вхід, де доводиться повертати назад»). 28 червня вони обійшли північну точку Принс Карлс Форланд, яку назвали Фогельгук через велику кількість птахів, яких вони там бачили. Вони пливли на південь, минаючи Ісфьорден і Бельсунд, які були позначені на карті Баренца як Гротен Інвік та Інвік.

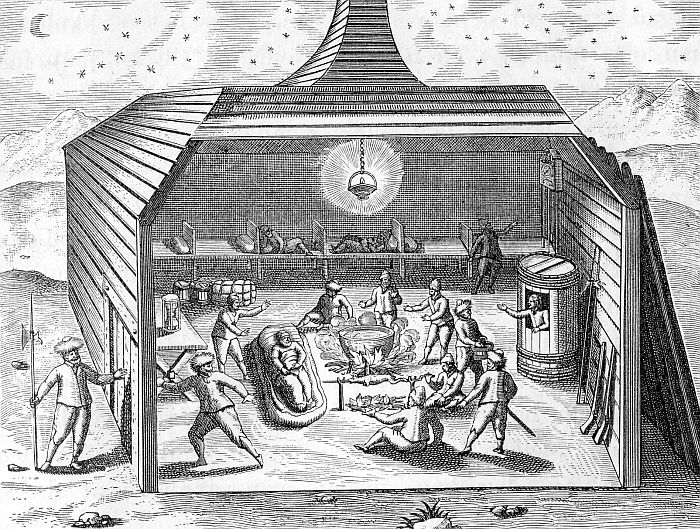
Het Behouden Huys на Новій Землі

Кораблі знову опинилися біля Ведмежого острова 1 липня, що призвело до розбіжностей між Баренцом і Ван Хемскерком з одного боку та Рейпом з іншого. Вони домовилися розійтися, при цьому Баренц продовжив рух на північний схід, а Рейп попрямував на північ, намагаючись перетнути північний полюс і дістатися Китаю. Баренц досяг Нової Землі 17 липня. Прагнучи уникнути пастки навколишніх льодів, він мав намір попрямувати до протоки Вайгач, але їхній корабель застряг серед численних айсбергів і льодах. Застрягши на мілині, екіпаж з 16 осіб був змушений провести зиму на безплідній скелі. Після невдалої спроби розтопити вічну мерзлоту екіпаж використав коряги та деревину з корабля, щоб побудувати будиночок розміром 7,8 × 5,5 метрів, який вони назвали Het Behouden Huys (Врятований будинок).
Маючи справу з сильним холодом, екіпаж зрозумів, що їхні шкарпетки згорять ще до того, як їхні ноги навіть відчують тепло вогню, і почав спати на нагрітому камінні та гарматних ядрах. Вони використовували торгові тканини на борту корабля, щоб пошити додаткові ковдри та одяг. На кораблі були солона яловичина, масло, сир, хліб, ячмінь, горох, квасоля, крупи, борошно, олія, оцет, гірчиця, сіль, пиво, вино, коньяк, копчений бекон, шинка та риба. Значна частина пива замерзла, розірвавши бочки. До 8 листопада Герріт де Вір, корабельний тесля, який вів щоденник, повідомив про нестачу пива та хліба, а вино було унормовано чотирма днями пізніше.
У січні 1597 року екіпаж став першим, хто побачив і зафіксував атмосферну аномалію полярного міражу, яку тепер називають ефектом Нової Землі.
Досягнувши певних успіхів у полюванні, група ловила песців у примітивні пастки. Сире м'ясо песця містить невелику кількість вітаміну С, який, невідомо для моряків, зменшував наслідки цинги. Екіпаж постійно зазнавав нападів білих ведмедів, які заповнювали територію, де вони розташувалися. Ведмеді перетворили застряглий на мілині та тепер порожній корабель на зимове житло. Примітивні рушниці зазвичай не вбивали ведмедів з першого чи навіть другого пострілу (якщо тільки добре не влучити в серце) та й прицілитися було важко, а холодна і крихка металева зброя часто ламалася або гнулася.
До червня крига все ще не послабила свою хватку на кораблі, і решта відчайдушних, хворих на цингу людей, що залишилися в живих, сіли на два відкриті човни. Баренц загинув у морі незабаром після цього, 20 червня 1597 року. Невідомо, чи Баренца поховали на північному острові Нова Земля, чи в морі. Ще сім тижнів знадобилося човнам, щоб дістатися Кольського півострова, де їх врятувало голландське торгове судно під командуванням колишнього колеги-дослідника Яна Рейпа, який на той час повернувся до Нідерландів і вирушив у друге плавання, припускаючи, що екіпаж Баренца загубився, і знайшов його випадково. На той час на кораблі залишилося лише 12 членів екіпажу. До Амстердама вони дісталися лише 1 листопада. Джерела розходяться в тому, чи загинули двоє чоловіків на крижині й троє в човнах, чи троє на крижині та двоє в човнах. Молодий юнга помер протягом зимових місяців у притулку.

## Розкопки та знахідки

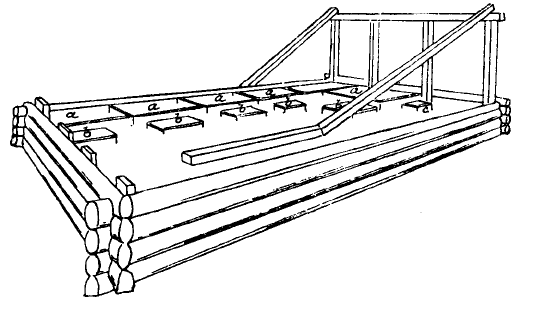
Залишки дерев'яного будиночка Віллема Баренца на Новій Землі, замальовані Еллінгом Карлсеном у 1871 році

Дерев'яний будиночок, де переховувався екіпаж Баренца, був знайдений норвезьким мисливцем на тюленів Еллінгом Карлсеном у 1871 році в недоторканому вигляді. Зробивши замальовку конструкції будиночка, Карлсен записав, що знайшов два мідні казани, бочку, скриню з інструментами, годинник, лом, флейту, одяг, дві порожні скрині, триногу для приготування їжі та низку фотографій. Капітан Гундерсон висадився на цьому місці 17 серпня 1875 року і зібрав там грейфер, дві карти та рукописний переклад подорожей Артура Пета і Чарльза Джекмана. Наступного року Чарльз Л. В. Гардінер також відвідав це місце 29 липня, де він зібрав ще 112 об'єктів, у тому числі повідомлення Баренца та Хемскерка з описом їхнього поселення для майбутніх відвідувачів. Усі ці предмети в кінцевому підсумку опинилися в Рейксмузеумі Амстердама, а деякі з них спочатку зберігалися в Гаазі.

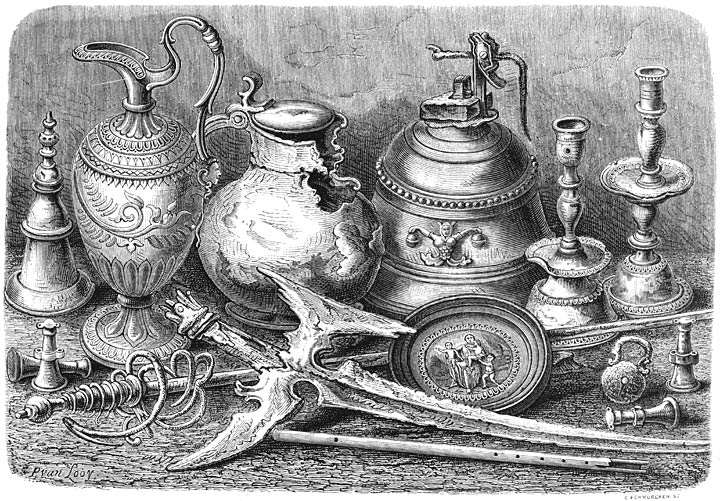
Об'єкти, знайдені в Het Behouden Huys

Знахідки археолога-любителя Милорадовича 1933 року зберігаються в Музеї Арктики і Антарктики в Санкт-Петербурзі. Дмитро Кравченко відвідував це місце у 1977, 1979 та 1980 роках — і відправляв у море водолазів, сподіваючись знайти уламки великого корабля. Він повернувся з низкою предметів, які потрапили до Архангельського обласного краєзнавчого музею (Росія). Ще одна невелика колекція зберігається в Полярному музеї в Тромсе (Норвегія).
У 1992 році експедиція у складі трьох науковців, журналіста та двох фотографів на замовлення Арктичного центру при Університеті Гронінгена, а також двох науковців, кухаря і лікаря, надісланих Арктичним і антарктичним науково-дослідним інститутом у Санкт-Петербурзі, повернулася на це місце і встановила пам'ятний знак на місці хатини.
Місце зимівлі Баренца на крижині стало туристичним напрямком для криголамних круїзних лайнерів, що курсують з Мурманська.

## Спадщина

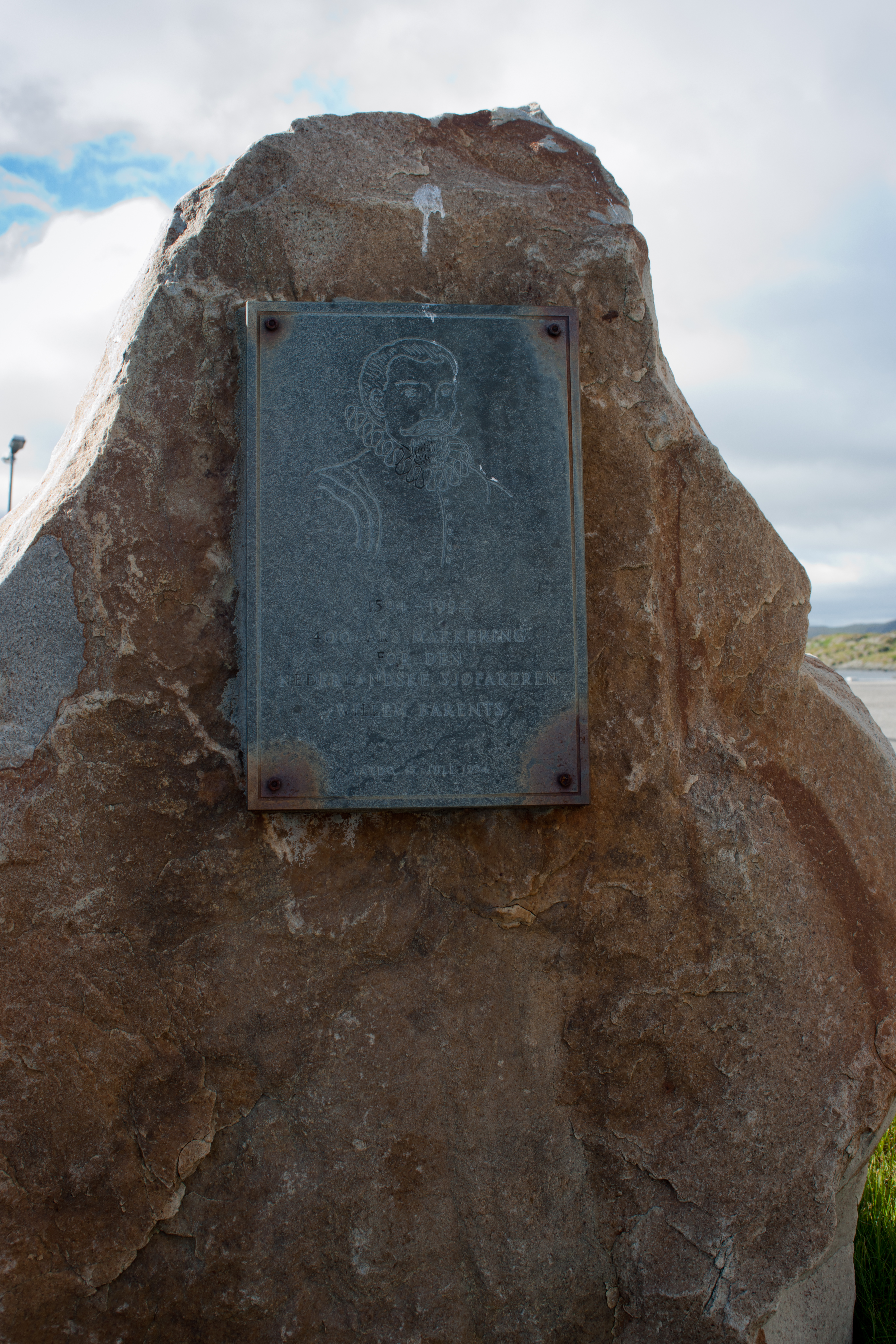
Меморіал Баренцу в муніципалітеті Варде, Норвегія.

Двоє членів екіпажу Баренца пізніше опублікували свої щоденники: Ян Гюйген ван Ліншотен, який супроводжував його в перших двох подорожах, і Герріт де Вір, який виконував обов'язки корабельного теслі в останніх двох плаваннях.
У 1853 році колишнє Мурманське море на його честь було перейменовано в Баренцове. Баренцбург, друге за величиною поселення на Шпіцбергені, Баренцойя (Баренцов острів) і Баренц регіон також були названі на честь Баренца.
Наприкінці 19 століття на Терсхеллінгу був відкритий Морський інститут Віллема Баренца.
У 1878 році Нідерланди охрестили арктичне дослідницьке судно «Віллем Баренц».
У 1931 році видавництво Nijgh & Van Ditmar опублікувало п'єсу Альберта Гельмана про третю подорож Баренца, хоча вона так і не була поставлена.
У 1946 році китобійне судно Pan Gothia було перейменовано на Willem Barentsz. У 1953 році було виготовлено друге китобійне судно Willem Barentsz.
Білок у молекулярній структурі плодової мушки був названий Баренцом на честь дослідника.
У листопаді 2011 року голландський режисер Рейноут Ерлеманс випустив фільм під назвою «Нова земля». Це перший голландський 3D-фільм.
У 2011 році команда волонтерів почала будувати копію корабля Баренца в голландському місті Гарлінген. Планувалося, що корабель буде готовий до 2018 року, коли регата Tall Ships' Races мала відвідати Гарлінген.